# Bruchidius myobromae
Bruchidius myobromae is een keversoort uit de familie bladkevers (Chrysomelidae). De wetenschappelijke naam van de soort werd in 1874 gepubliceerd door Victor Ivanovitsch Motschulsky.